# 博科沃-普拉托韋
48°6′52″N 39°1′27″E / 48.11444°N 39.02417°E
博科沃-普拉托韋（烏克蘭語：Боково-Платове），或按俄语译作博科沃-普拉托沃（俄语：Боково-Платово），是位於烏克蘭東部的市級鎮，由盧甘斯克州羅韋尼基區的安特拉齊特市鎮負責管轄。該鎮始建於1796年，海拔高度140米，2011年該市級鎮人口2,702。
该市级镇作为安特拉齐特市议会的一部分，自2014年以来处于卢甘斯克人民共和国的控制之下。